# Dubovo (Tutin)
Dubovo (cirill betűkkel Дубово) település Szerbiában, a Raškai körzet Tutini községében.

## Népesség
- 1948-ban 266 lakosa volt.
- 1953-ban 286 lakosa volt.
- 1961-ben 333 lakosa volt.
- 1971-ben 316 lakosa volt.
- 1981-ben 597 lakosa volt.
- 1991-ben 845 lakosa volt.
- 2002-ben 916 lakosa volt,[1] akik közül 894 bosnyák (97,59%), 10 muzulmán, 4 jugoszláv és 8 ismeretlen.[2]